# 元宿仁
元宿 仁（もとじゅく ひとし、1945年（昭和20年）8月4日 - ）は、日本の政党職員。長年にわたり自由民主党本部の事務方のトップである事務総長を務めている。群馬県生まれ。日本ペンクラブ会員。

## 略歴
群馬県利根郡川場村生品（なましな）に四人兄弟の次男として生まれる。生家が貧しかったことから、中学卒業後の就職先も決まっていたが、教師や兄などの強い勧めもあり内定先を辞退して群馬県立沼田高等学校に進学、高校では柔道部に所属し、3年時には関東大会に出場するなど活躍する。高校卒業後は昼間はアルバイトをしながら夜間は法政大学短期大学部で学び、同短大卒業後は駒澤大学に編入し、1968年3月に卒業。大学では経済学と経理を学んだ。大学時代からすでに知人の紹介で自民党本部でアルバイトを始めており、大学卒業後はそのまま党事務局員として採用され、中央政治大学院を卒業したのち、党本部職員となる。その後は主に経理畑を歩み、経理部長を経たのち、2000年に事務方トップの事務局長に就任。2006年には定年延長の上、 新設の事務総長に就く。民主党に政権を奪われた後の2010年7月にいったん一線を退くが、再び総裁に返り咲いた安倍晋三に呼び戻され、同じく再度事務総長のポストに就き、現在に至る（2021年9月）。
長らく自民党の「金庫番」として党の資金集めにおいて中心的な役割を担っているとされる。また、自民党の推薦で中央選挙管理会予備委員を務めている（2022年3月で8期目）。
絵画（描画）が趣味であり、総理経験者や閣僚経験者と名を連ねて政界人として美術展に出品することも珍しくない。個展も開く。

## 日歯連事件との関係
2004年、当時党内最大派閥だった橋本派の幹部・関係者が起訴され有罪になった日歯連闇献金事件で深い関与が指摘されたことがある。村岡兼造橋本派会長代理の公判には証人として出廷した。

## 作詞
川場村イメージソング『想い出は果てしなく』（作曲：諏訪利行）2013年

## 著書
- 『山里のガキ大将―上州の山河とわが半生記』中央公論事業出版、2004年5月。ISBN 978-4895142267。
- 『ふる里―元宿仁画文集』中央公論事業出版、2011年1月。ISBN 978-4895143394。